# Otl Aicher

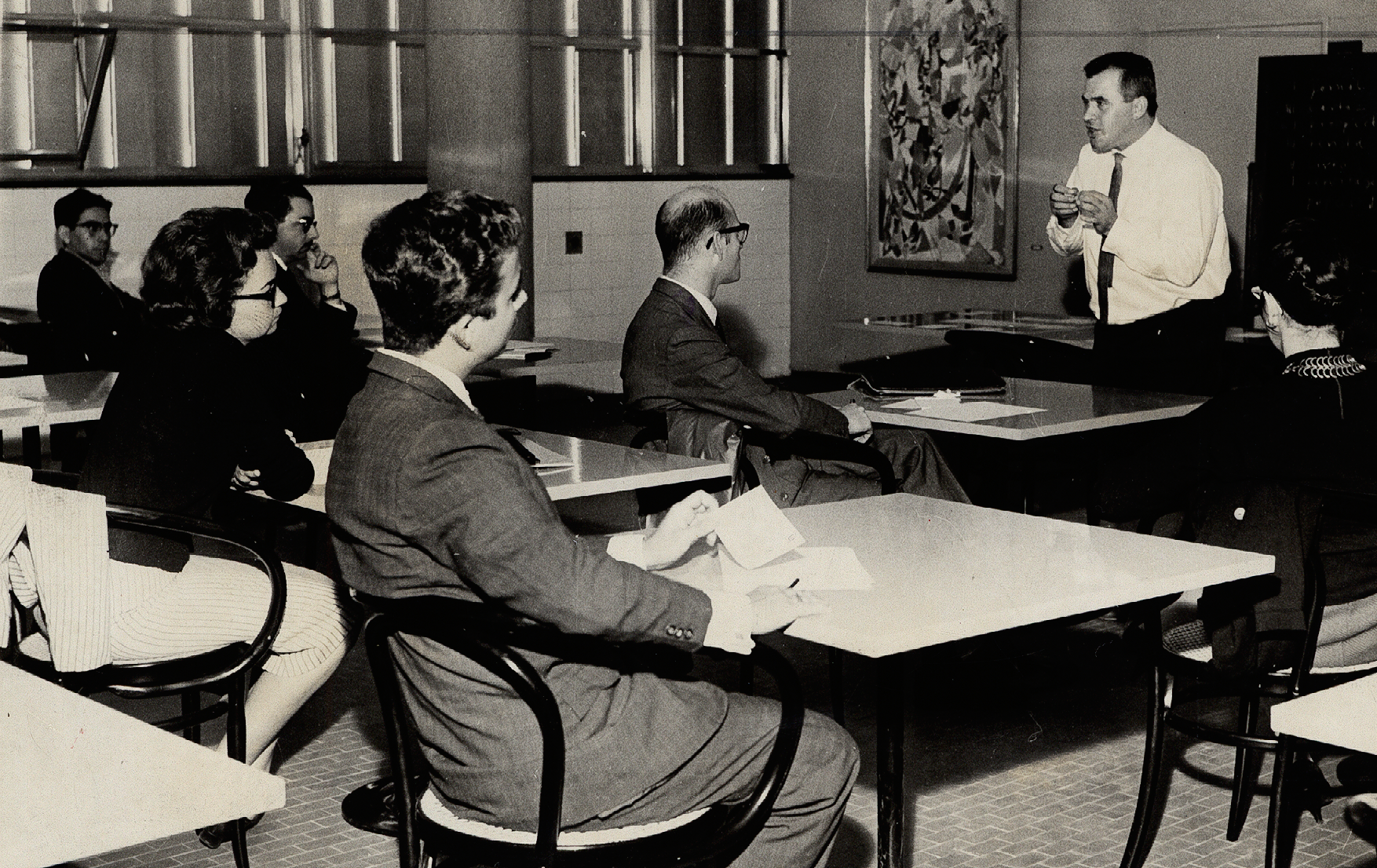
Otl Aicher (1959)

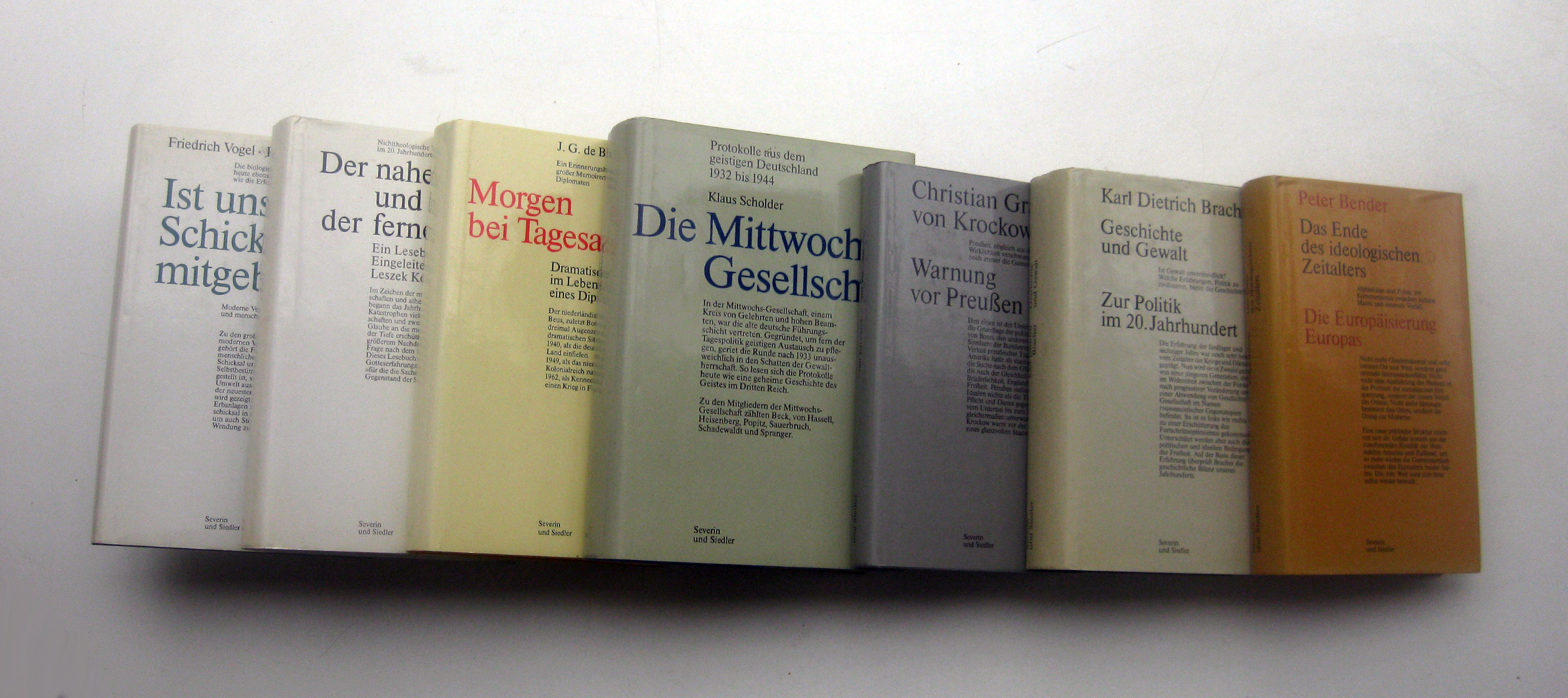
Bokomslag designade av Otl Aicher.

Otl Aicher, Otto Aicher, född 1922, död 1991, var en tysk formgivare inom grafisk design.
Aicher var med och grundade Hochschule für Gestaltung 1953.
Aicher gjorde designen för de Olympiska sommarspelen 1972. Aicher var ansvarig för hela designen av de olympiska spelen, som var en tidig form av Corporate Design. Han tog bland annat fram de piktogram som användes för att hjälpa publiken att hitta rätt till de olika tävlingarna. Färgerna som användes symboliserar det bayerska landskapet: blå för sommarhimlen, grön för alpängarna, silver för de speglande sjöarna och gul för stimulans. Aicher använde sig genomgående av Univers. 
Aicher arbetade även för företag som Lufthansa och ERCO. Aicher tillhör de främsta inom företagsdesign och  företagsidentitet. Han tog fram typsnittet Rotis som blivit populärt i Tyskland. 
Han var gift med Inge Aicher-Scholl.
Aicher avled då han blev påkörd av en motorcyklist när han arbetade i sin trädgård.